# George Lewis (Klarinettist)

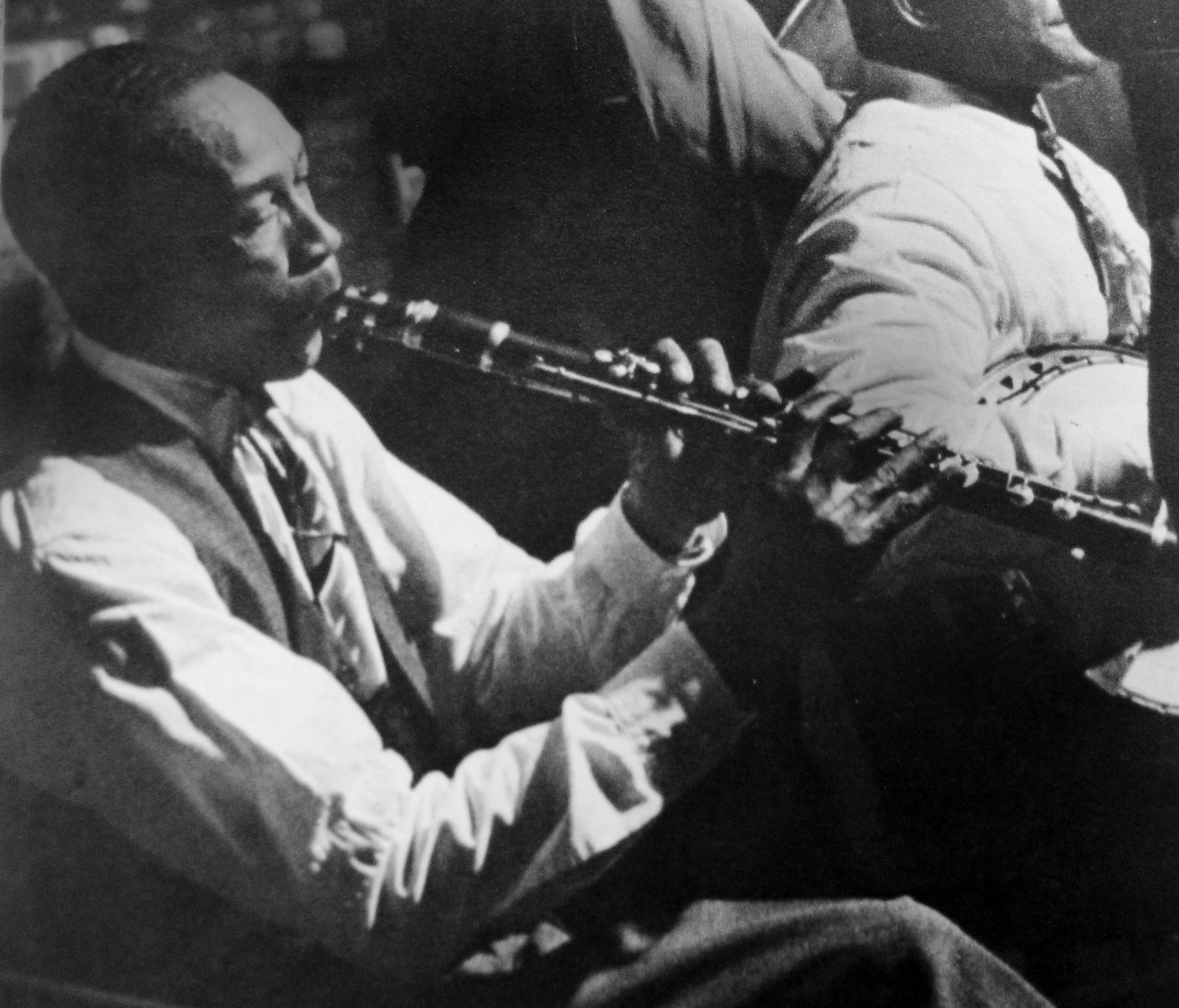
George Lewis (1950)

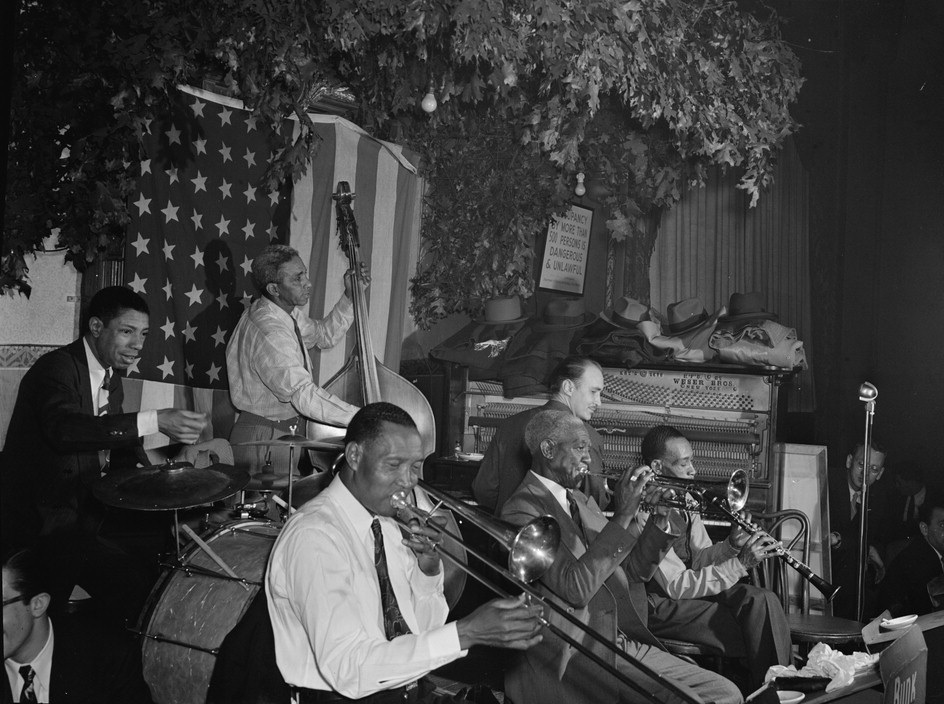
(Von links:) Kaiser Marshall (Schlagzeug), Alcide Pavageau (Bass), Jim Robinson (Posaune), Bunk Johnson (Trompete), Don Ewell (Piano) und George Lewis (Klarinette) im Stuyvesant Casino, New York, ca. Juni 1946.
Fotografie von William P. Gottlieb.

George Lewis Francis Zeno (* 13. Juli 1900 in New Orleans; † 31. Dezember 1968 ebenda) war einer der wichtigsten US-amerikanischen Klarinettisten des New Orleans Jazz.

## Leben und Wirken
Als einer der wenigen Musiker, die New Orleans in den 1920er-Jahren nicht in Richtung New York oder Chicago verließen, spielte er in kleineren Besetzungen und der Eureka Brass Band – zeitweilig neben einer hauptberuflichen Tätigkeit als Hafenarbeiter in den 1930er-Jahren (Große Depression 1929–1941). Mit der Wiederentdeckung des New Orleans Jazz 1942 – am Ende der Swing-Ära – spielte er in der Band des Trompeters Bunk Johnson 1945 und 1946 in New York. Zwischen 1959 und 1967 besuchte er mehrfach mit seiner eigenen Band, der auch Kid Howard angehörte, Europa und Japan und beeindruckte im Rahmen des Dixieland-Revivals Ken Colyer, Chris Barber u. a. In Hamburg spielte Lewis 1959 und 1961 mit den Jailhouse Jazzmen des Trompeters Abbi Hübner zusammen nach seinen großen Auftritten in der Ernst Merckhalle im Mummekeller bzw. in der Jailhouse Taverne. In den 1950er-Jahren in Europa beeinflusste er mit seinem harmonisch einfachen und volksmusikartigen Stil eine Vielzahl von Klarinettisten des traditionellen Jazz.

## Diskografie (Auswahl)
George Lewis And His New Orleans Stompers:
- Careless Love, Two Jim Blues (15. Mai 1943)
- Climax Rag, Just A Closer Walk With Thee, Dauphine Street Blues, Milenberg Joys, Fidgety Feet, Deep Bayou Blues, Just A Little While To Stay Here, Don't Go 'Way Nobody (16. Mai 1943)
- Burgundy Street Blues (27. Juli 1944)
- Ice Cream, Sanjacinto Blues, High Society (5. August 1944)
- Hindustan (17. Mai 1945)
- Winin' Boy Blues (26. Dezember 1945)
- New Orleans Hula, This Love Of Mine, St. Philip Street Breakdown, Over The Waves (21. Mai 1945)
- Bugle Boy March / 'Taint Nobody's Biz-ness If I Do (26. Februar 1946)
- Salutation March / If I Ever Cease To Love (26. Februar 1946)
- Savoy Blues, Nobody Knows The Way I Feel This Morning (8. April 1955)
- I Can't Escape From You, Lord, Lord You Sure Been Good To Me, High Society, Heebie Jeebies (11. April 1955)

## Sammlung
- The Complete Blue Note Recordings of George Lewis - 1943–55 - (Mosaic - 1990) 10 LPs oder 3 CDs mit Jim Robinson, Lawrence Marrero, Sidney "Jim Little" Brown tuba, Edgar Mosley dm, Kid Howard, Chester Zardis b, Alton Purnell, Alcide Pavageau, Joe Watkins dm, George Guesnon bjo